# Donald Wolfit
Donald Wolfit, född 20 april 1902 i New Balderton, Nottinghamshire, England, död 17 februari 1968 i London, var en engelsk skådespelare. Wolfit var mest känd som scenskådespelare och Shakespearetolkare, men medverkade också som karaktärsskådespelare i brittiska långfilmer.

## Filmografi, urval
- 1952 – Pickwickklubben
- 1952 – Mysteriet Milton
- 1958 – Jag anklagar
- 1959 – Plats på toppen
- 1961 – Farlig drift
- 1962 – Lawrence av Arabien
- 1964 – Becket
- 1965 – 90 Degrees in the Shade
- 1965 – Att leva på toppen